# James Watt
James Watt (Greenock, Escocia, 19 de enerojul./ 30 de enero de 1736greg.-Handsworth, Birmingham, Inglaterra, 25 de agosto de 1819) fue un ingeniero mecánico, inventor y químico escocés. Las mejoras que realizó en la máquina de Newcomen dieron lugar a la conocida como máquina de vapor de agua, que resultaría fundamental en el desarrollo de la primera Revolución Industrial, tanto en el Reino Unido como en el resto del mundo.
Mientras trabajaba fabricando instrumentos en la Universidad de Glasgow, Watt se interesó en la tecnología de las máquinas de vapor y se percató de que los diseños coetáneos desperdiciaban una gran cantidad de energía enfriando y calentando repetidamente el cilindro. Watt introdujo una mejora en el diseño, el condensador separado, que evitaba la pérdida de energía y mejoró radicalmente la potencia, eficiencia y rentabilidad de las máquinas de vapor. Finalmente adaptó este motor para producir un movimiento rotatorio, lo que amplió enormemente su uso más allá del simple bombeo de agua.
Watt intentó comercializar su invento, pero encontró muchas dificultades financieras hasta que se asoció con Matthew Boulton en 1775. La nueva firma Boulton & Watt llegó a tener gran éxito y ambos se enriquecieron. Una vez jubilado, Watt continuó inventando, pero ninguna de sus últimas creaciones fue tan destacada como la mejora de la máquina de vapor. Watt también desarrolló el concepto de caballo de vapor, mientras que la unidad de potencia del Sistema Internacional de Unidades, el vatio (símbolo W) fue nombrada en su honor.

## Biografía
Nacido en Greenock, junto a la ciudad de Glasgow, su padre fue inventor naval y contratista, mientras que su madre, Agnes Muirhead, provenía de una familia distinguida y poseía una buena educación. Ambos practicaban el presbiterianismo y eran miembros activos del movimiento Covenanter. Su abuelo, Thomas Watt, fue profesor de matemáticas y magistrado de la baronía de Cartsburn.
El delicado estado de salud de James durante la infancia le impidió asistir al colegio con regularidad, siendo educado fundamentalmente por su madre, aunque posteriormente asistió a la escuela de Gramática de Greenock. Demostró gran habilidad manual y aptitudes para las matemáticas, mientras que no le interesaban el latín y el griego.
Cuando tenía dieciocho años, su madre murió y su padre comenzó a tener problemas de salud. Watt viajó a Londres y fue aprendiz de fabricante de instrumentos durante un año (1755/1756). Luego, volvió a Escocia y se estableció en la importante ciudad comercial de Glasgow con la intención de crear su propio negocio de fabricación de instrumentos. Elaboró y reparó cuadrantes reflectantes de latón, reglas paralelas, balanzas, piezas para telescopios y barómetros, entre otras cosas. Como no había trabajado como aprendiz durante un mínimo de siete años, el Gremio de herreros de Glasgow (con jurisdicción sobre cualquier artesano que utilizara martillos) bloqueó su solicitud, a pesar de que no había otros fabricantes de instrumentos matemáticos en Escocia.
Watt se salvó de este impasse con la llegada desde Jamaica de instrumentos astronómicos legados por Alexander Macfarlane a la Universidad de Glasgow, los cuales requerían la atención de expertos. Watt los restauró para su puesta en marcha y se le remuneró por ello. Estos instrumentos se instalaron finalmente en el Observatorio Macfarlane. Posteriormente tres profesores le ofrecieron la oportunidad de crear un pequeño taller dentro de la universidad. Se inició en 1757 y dos de los profesores, el físico y químico Joseph Black y el famoso Adam Smith, se convirtieron en amigos de Watt.
Al principio trabajó en el mantenimiento y la reparación de instrumentos científicos utilizados en la universidad, ayudando en las demostraciones y ampliando la producción de cuadrantes. En 1759, creó una sociedad con John Craig, un arquitecto y empresario, para fabricar y vender una línea de productos que incluía instrumentos musicales y juguetes. La sociedad se mantuvo durante los siguientes seis años y empleó hasta dieciséis trabajadores. Craig murió en 1765. Finalmente, un empleado, Alex Gardner, se hizo cargo del negocio, que siguió activo hasta el siglo XX.
En 1764, Watt se casó con su prima Margaret (Peggy) Miller, con quien tuvo cinco hijos, dos de los cuales vivieron hasta la edad adulta: James Jr. (1769–1848) y Margaret (1767–1796). Su esposa murió al dar a luz en 1772. En 1777, volvió a casarse con Ann MacGregor, hija de un fabricante de tintes de Glasgow, con quien tuvo dos hijos: Gregory (1777–1804), que se convirtió en geólogo y mineralogista, y Janet (1779–1794). Ann murió en 1832. Entre 1777 y 1790, vivió en Regent Place, Birmingham.
Fue un miembro clave de la Sociedad Lunar de Birmingham. Muchos de sus escritos se conservan en la biblioteca de Birmingham. Falleció el 25 de agosto de 1819 en Heathfield, en su casa situada en Handsworth, Inglaterra, a la edad de 83 años.

## Logros como ingeniero
Mi método para reducir el consumo de vapor, y por tanto de combustible en las bombas de fuego, reposa sobre los siguientes principios: 1º La cámara de vapor debe, durante el funcionamiento de la máquina, ser mantenida constantemente a la misma temperatura que el vapor que viene a llenarla. (...) 2º En las máquinas que deben ser puestas en movimiento por la condensación del vapor, esta condensación se efectuará en recipientes cerrados, distintos de las cámaras de vapor, aunque en comunicación con ellas. Estos recipientes, a los que llamo condensadores, deben, cuando la máquina está en marcha, ser mantenidos, constantemente a una temperatura tan baja por lo menos como el aire ambiente.
 Patente de Watt (1769)

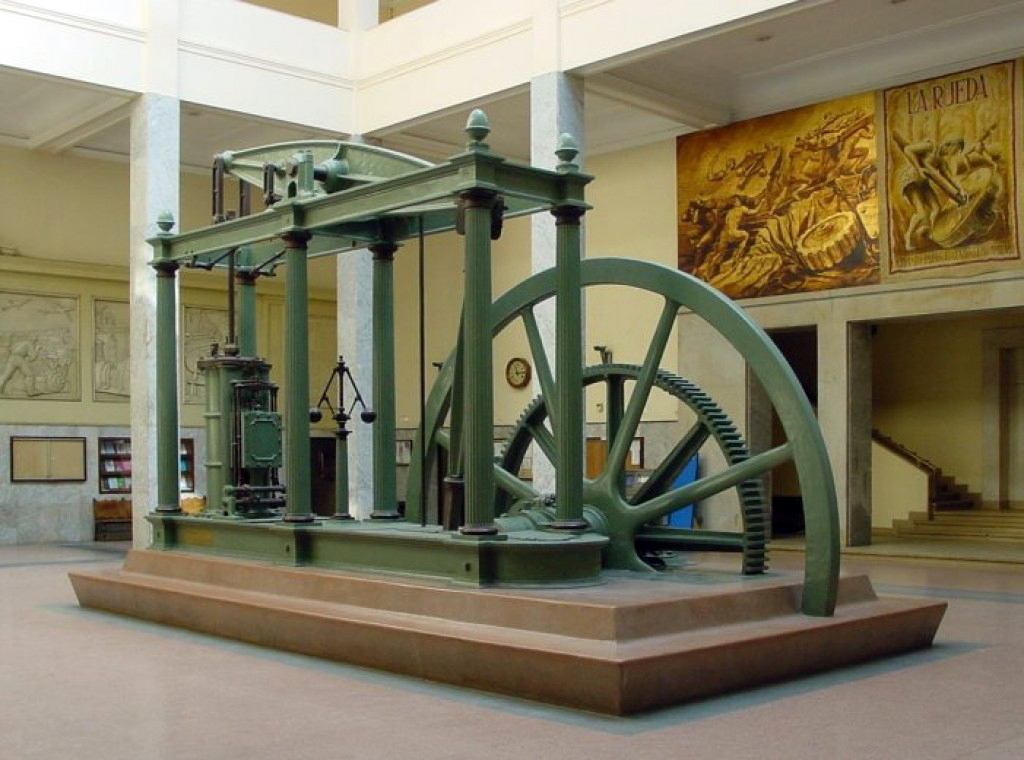
Máquina de vapor de Watt, procedente de la Fábrica Nacional de Moneda y Timbre, expuesta en el vestíbulo de la Escuela Técnica Superior de Ingenieros Industriales de Madrid.

Watt inventó el movimiento paralelo para convertir el movimiento circular a un movimiento casi rectilíneo, del cual estaba muy orgulloso, y el medidor de presión del vapor en el cilindro a lo largo de todo el ciclo de trabajo de la máquina, mostrando así su eficiencia y ayudándolo a perfeccionarla.
Watt contribuyó sobremanera al desarrollo de la máquina de vapor, convirtiéndola, de un proyecto tecnológico, a una forma viable y económica de producir energía. Watt descubrió que la máquina de Newcomen estaba gastando casi tres cuartos de la energía del vapor en calentar el pistón y el cilindro. Watt desarrolló una cámara de condensación separada que incrementó significativamente la eficiencia. Hasta el momento, ese fue uno de los mejores desarrollos de la historia.
Junto con Mathew Boulton constituyó  la Soho Foundry (en Smethwick, cerca de Birmingham, Inglaterra), inaugurada en 1795, una fundición y fábrica dedicada a la fabricación de máquinas de vapor. Tanto sus hijos como los de Boulton continuaron la empresa a lo largo de los años.
Watt se opuso al uso de vapor a alta presión, y hay quien le acusa de haber ralentizado el desarrollo de la máquina de vapor por otros ingenieros, hasta que sus patentes expiraron en el año 1800. Junto a su socio Matthew Boulton, luchó contra ingenieros rivales como Jonathan Hornblower, quien intentó desarrollar máquinas que no cayeran dentro del ámbito, extremadamente generalista, de las patentes de Watt.
James Watt creó la unidad llamada caballo de vapor para comparar la potencia de las diferentes máquinas de vapor. Todavía se utiliza, sobre todo en los vehículos.

### Personalidad
Watt combinaba los conocimientos teóricos de la ciencia con la capacidad de aplicarlos en la práctica. Humphry Davy dijo de él "Quienes consideran a James Watt sólo como un gran mecánico práctico se forman una idea muy errónea de su carácter; se distinguió igualmente como filósofo natural y como químico, y sus inventos demuestran su profundo conocimiento de esas ciencias, y esa característica peculiar del genio, la unión de ellas para su aplicación práctica".
Fue muy respetado por otros hombres destacados de la Revolución Industrial. Fue un miembro importante de la Sociedad Lunar, y fue un conversador y compañero muy solicitado, siempre interesado en ampliar sus horizontes. Sus relaciones personales con sus amigos y compañeros fueron siempre agradables y duraderas.
Watt fue un prolífico corresponsal. Durante sus años en Cornualles, escribía largas cartas a Boulton varias veces por semana. Sin embargo, era reacio a publicar sus resultados en, por ejemplo, las Philosophical Transactions of the Royal Society, y en su lugar prefería comunicar sus ideas en patentes. Era un excelente dibujante.
Como hombre de negocios era bastante limitado, y odiaba especialmente el regateo y la negociación de condiciones con quienes pretendían utilizar la máquina de vapor. En una carta dirigida a William Small en 1772, Watt confesó que "prefería enfrentarse a un cañón cargado antes que arreglar una cuenta o hacer un trato"  Hasta que se jubiló, siempre se preocupó mucho por sus asuntos financieros. Su salud era a menudo mala y sufría frecuentes dolores de cabeza nerviosos y depresión. Cerca de 1800 ya era mucho más rico, lo suficiente para jubilarse.

## Cronología

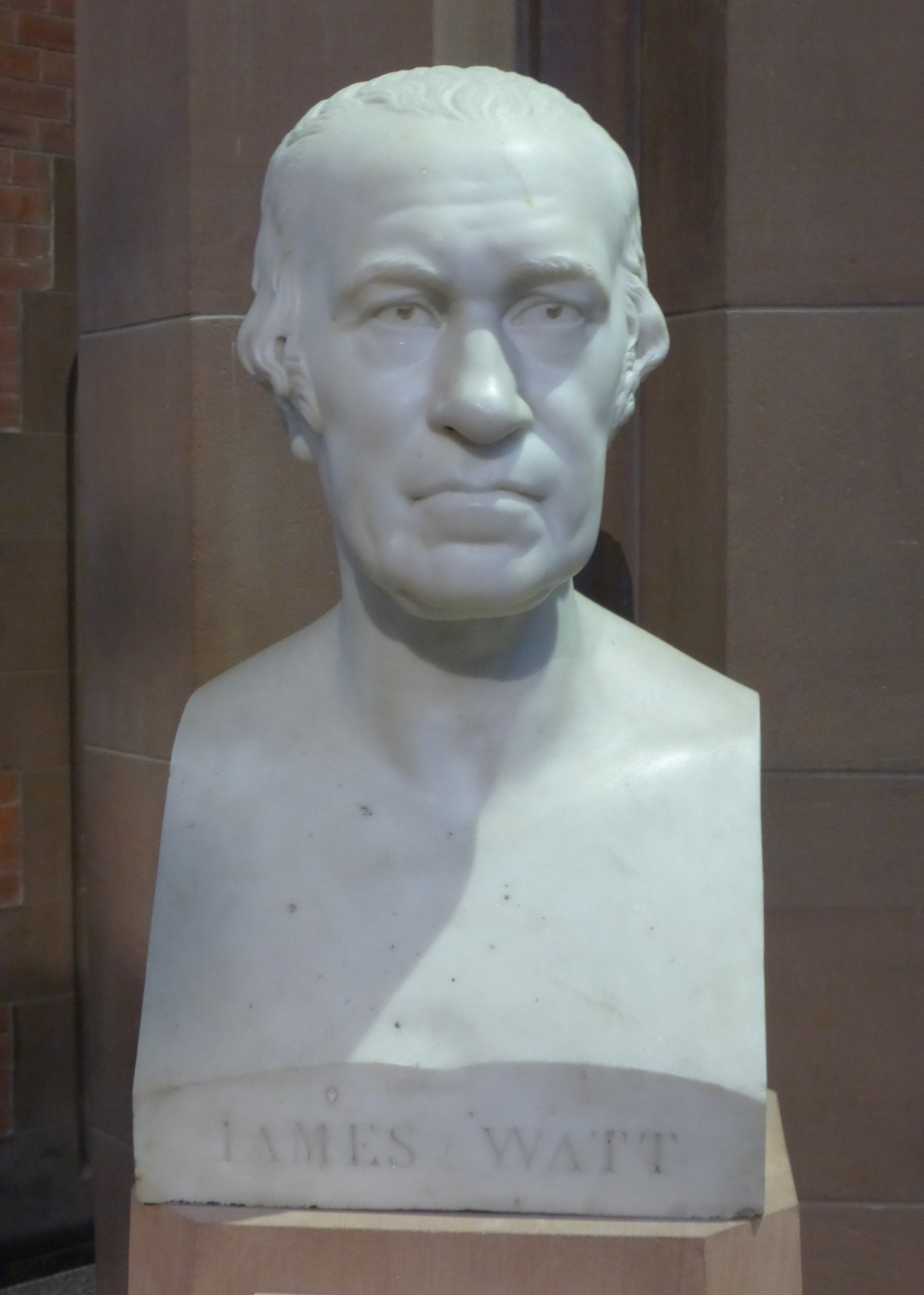
Busto de James Watt en la Galería Nacional Escocesa del Retrato.

- 1754: aprende el funcionamiento del comercio de instrumentos matemáticos y científicos en Londres, antes de volver a Glasgow, donde abre un negocio propio.
- 1756-1763: creador de instrumentos matemáticos para la Universidad de Glasgow.
- 1763-1764: repara una máquina de Newcomen, ideada por Thomas Newcomen; a partir de este momento empieza a pensar en formas de mejorar esa máquina.
- 1765-1770: construye varias máquinas de Newcomen en Escocia.
- 1767: supervisa el canal Forth y Clyde.
- 1769: patenta la máquina de vapor.
- 1774: funda con Matthew Boulton una empresa en Soho, cerca de Birmingham, la Soho Foundry, para construir su mejorada máquina de vapor.
- 1785: ingresa formalmente en la Royal Society.[20]
- 1800: se retira a Heathfield Hall, cerca de Birmingham.

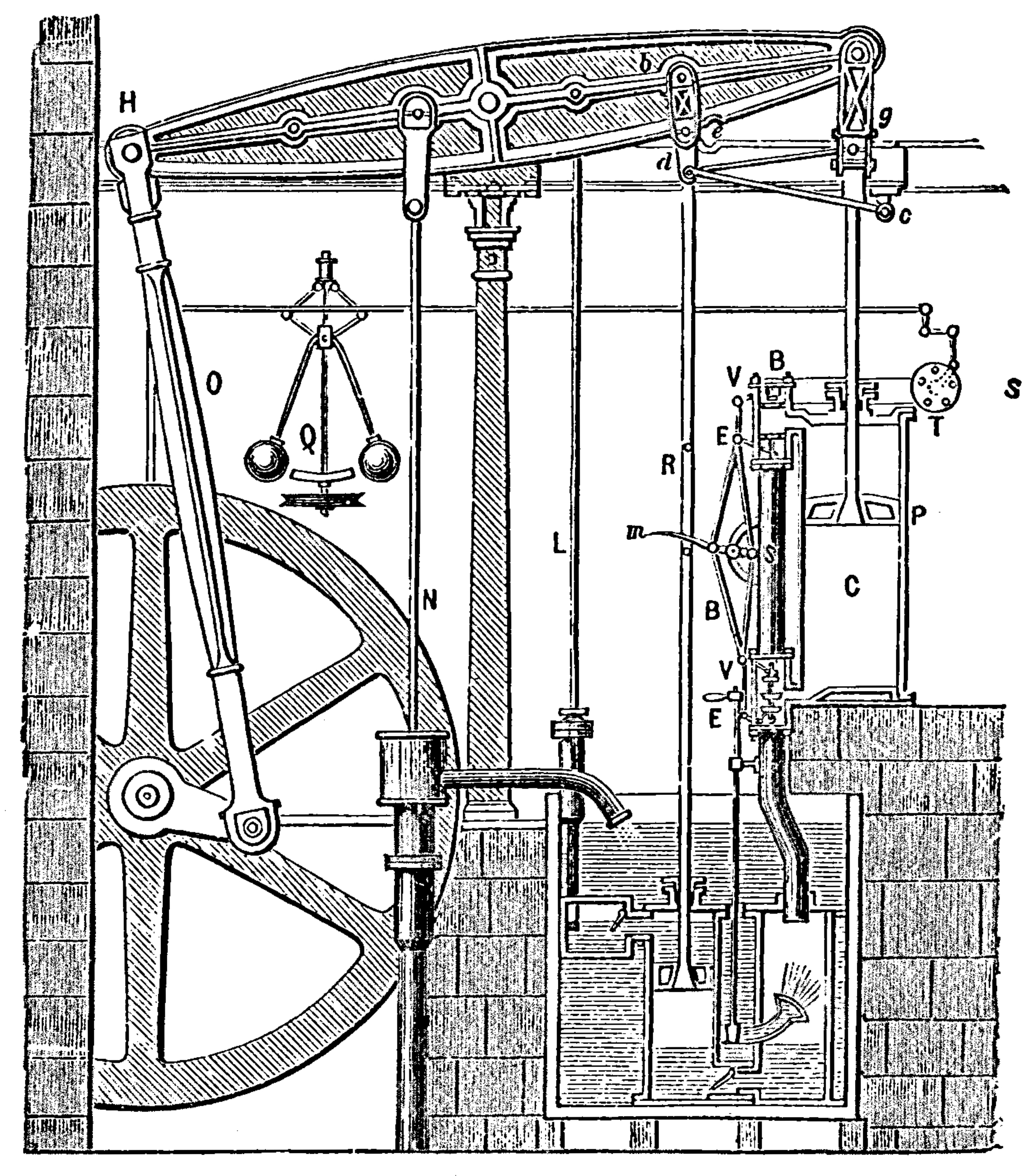
Motor de vapor diseñado por Boulton & Watt. Grabado de un motor en el libro publicado en 1878 en Nueva York: A History of the Growth of the Steam Engine, de Robert H. Thurston. Disponible en https://www.gutenberg.org/ebooks/35916.

## Patentes

Animación del sistema “Sol y planeta” usando piezas de Meccano. Nótese que si el número de dientes del “Sol” y del “planeta” son los mismos, el árbol de transmisión gira dos vueltas por una del planeta.

Hay documentadas seis patentes en las que James Watt consta como único inventor. Son las siguientes:
- Patente 913. A method of lessening the consumption of steam in steam engines-the separate condenser. La solicitud fue aceptada el 5 de enero de 1769; inscrita el 29 de abril de 1769, y extendida a junio  de 1800 mediante un acto del Parlamento Británico en 1775.  Se trata de una patente para un condensador de vapor separado, para ahorrar consumo de vapor.[21]
- Patente 1.244. A new method of copying letters; La solicitud fue aceptada el 14 de febrero de 1780 y registrada el 31 de mayo de 1780.  Patente para un copiador de cartas portátil.[22]
- Patente 1.306. New methods to produce a continued rotation motion – sun and planet. La solicitud fue aceptada el 25 de octubre de 1781  y registrada el 23 de febrero de 1782. Patente sobre un engranaje de tipo planetario (de sol y planeta).
- Patente 1.321. New improvements upon steam engines – expansive and double acting. Solicitud de 14 de marzo de 1782. Registrada como patente el 4 de julio de 1782.[23]
- Patente 1.432. New improvements upon steam engines – three bar motion and steam carriage. solicitud aceptada el 28 de abril de 1782. Registrada como patente el 25 de agosto de 1782.  Contiene también el llamado mecanismo de Watt.[24][25]
- Patente 1.485. Newly improved methods of constructing furnaces. Solcitud aceptada el 14 de junio de 1785. Registrada como patente el 9 de julio  de 1785.[26]

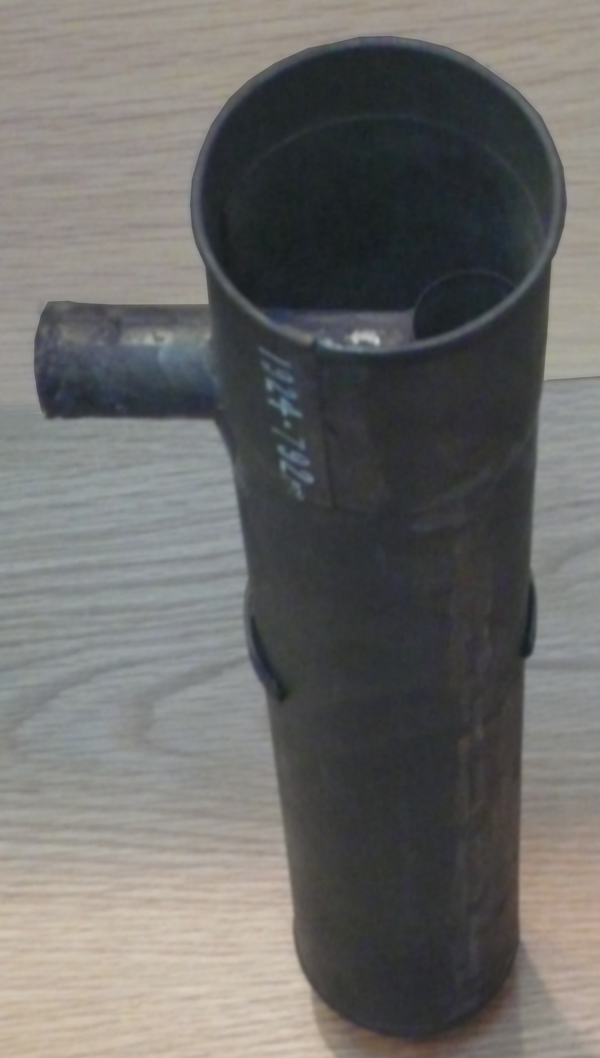
Cámara de condensación original de James Watt.

## Reconocimientos
Watt recibió numerosos reconocimientos en su propia época. En 1784, fue nombrado miembro de la Royal Society of Edinburgh, y en 1787, se incorporó como miembro a la Batavian Society for Experimental Philosophy de Róterdam. En 1789, fue elegido en un grupo de élite, la Smeatonian Society of Civil Engineers, la primera asociación de ingenieros civiles. En 1806, se le concedió el Doctorado Honorífico en Leyes de la Universidad de Glasgow, y en 1814, le nombraron miembro de la Academia Francesa de Ciencias y fue nombrado Asociado Extranjero.
En su honor, se llamó watt a la unidad de potencia, que en castellano se denomina vatio, por sus contribuciones al desarrollo de la máquina de vapor. Esta fue adoptada por el Segundo Congreso de la Asociación Británica para el Avance de la Ciencia en 1889 y por la 11.ª Conferencia General sobre Pesos y Medidas en 1960 como la unidad de potencia incorporada al Sistema Internacional de Unidades (o "SI").
En Birmingham, hay varios memoriales y estatuas en su honor. Hay también un conjunto de tres estatuas donde se le representa junto con Boulton y Murdoch y hay una escuela que lleva su nombre.

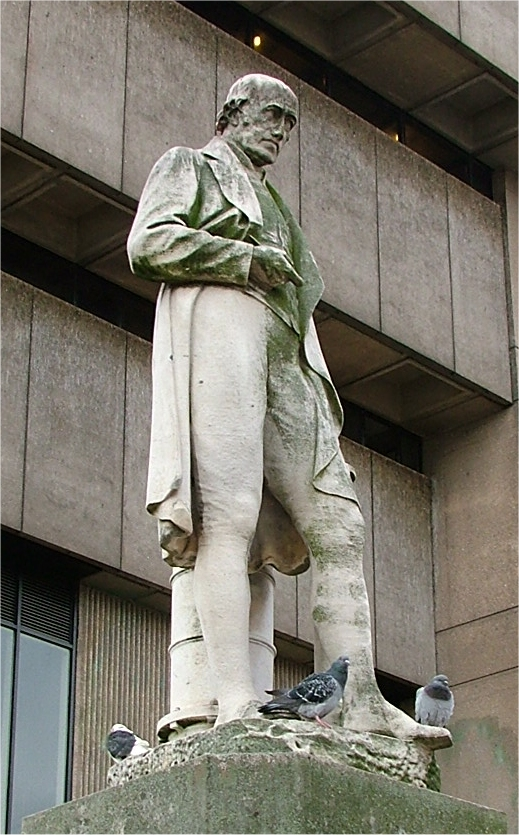
Estatua de Watt en la Chamberlain Square delante de la Birmingham Central Library (biblioteca) en Birmingham. Obra de Alexander Munro, 1868.

La casa de Matthew Boulton es en la actualidad un museo, la Soho House, dedicado a la obra de los dos hombres.
En Londres hay una gran estatua de Watt obra de Francis Legatt Chantrey cerca de la catedral de San Pablo y que estuvo antes en la abadía de Westminster.

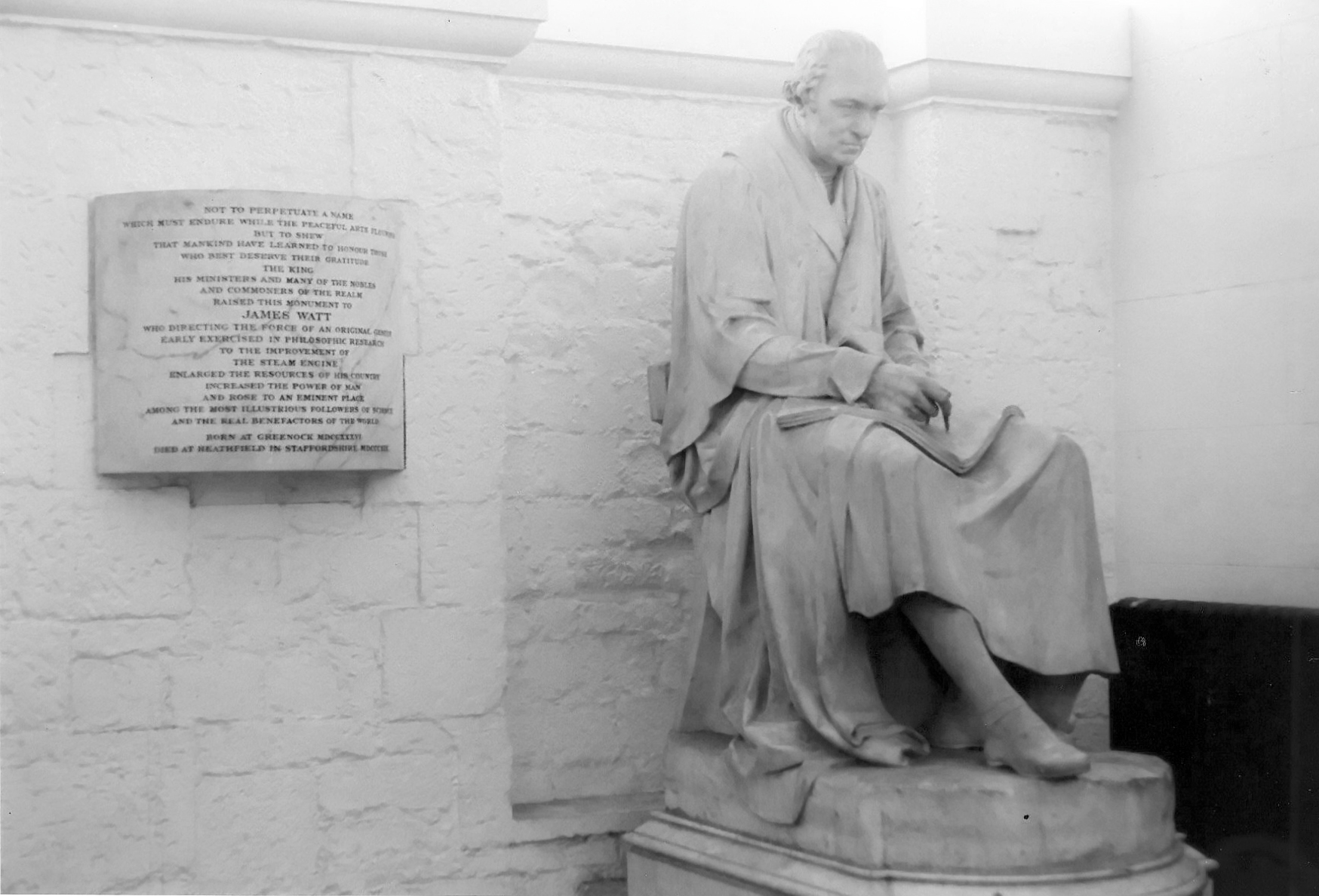
Estatua de James Watt obra de Chantrey, cerca de la Catedral de San Pablo en Londres.

Hay cuatro facultades universitarias que llevan el nombre de Watt en Escocia. La facultad James Watt en Kilwinning (Campus North Ayrshire) y Greenock (dos en Greenock, el Campus Finnart y el Campus Waterfront) y un campus e Largs. La Universidad Heriot-Watt en Edimburgo lleva también su nombre. En Glasgow hay también una estatua de Watt en la George Square.
Hay muchas calles y carreteras con el nombre de  James Watt por todo el Reino Unido. 
En París hay una calle que lleva su nombre desde 1867 (en el 13 arrondissement). También en Bruselas hay una calle con su nombre.
- Rehusó aceptar un título de nobleza que le había sido ofrecido.
- El cráter lunar Watt lleva este nombre en su memoria.[28]
- El asteroide (11332) Jameswatt también conmemora su nombre.[29]

## Controversias
Como con muchos inventos importantes, hay algunas discusiones sobre sí Watt fue el inventor original y único de algunos de los inventos que patentó. Sin embargo no hay ninguna discusión de que fue el único inventor del más importante de todos, la cámara de condensación separada. Era costumbre suya (desde los años 1780) de adelantarse a las ideas de otros y llegaba a conocer solicitudes de patentes con intención de atribuirse el invento, y asegurarse de que nadie más lo podría explotar. Cómo afirma en una carta a *Boulton el 17 de agosto de 1784: 
"He hecho tantas descripciones de motores para carruajes con ruedas como me podía permitir; pero son muy defectuosos y solo pueden servir para evitar que otra gente haga patentes parecidas".
Se dice que la prohibición a su empleado William Murdoch de trabajar con vapor a alta presión en sus experimentos con locomotoras de vapor retrasaron el desarrollo. Watt, con su socio Matthew Boulton, batallaron contra ingenieros rivales como Jonathan Hornblower que intentaban desarrollar motores que no violaran sus patentes.
Watt patentó la aplicación del engranaje epicicloidal al vapor en 1781 y una locomotora de vapor en 1784, y ambos inventos parece que pueden haber sido inventados por su empleado William Murdoch. El mismo Watt describió el origen del invento del engranaje de sol y planeta en una carta a Boulton con fecha de 5 de enero de 1782:
"He probado un modelo de uno de mis planes antiguos de motores rotatorios que ha reavivado y ejecutado en W. M[urdoch] y que merece incluirse en la especificación como quinto método..."
Murdoch no protestó nunca la patente, y se quedó como empleado de Boulton & Watt la mayor parte de su vida; la empresa continuó utilizando el engranaje de sol y planeta en sus motores rotatorios, incluso después de la caducidad de la patente de la maneta en 1974.
Watt se opuso a la utilización de vapor de alta presión, y muchos inventores como Richard Trevithick fueron pioneros en el desarrollo de motores de este tipo, aunque a menudo incluyendo infracciones a la patente de Watt. Los motores de vapor más eficientes desplazaron a los motores de Watt, dando lugar a otra revolución industrial con el desarrollo de la locomotora de vapor.

## Legado
Las mejoras de James Watt en la máquina de vapor transformaron la máquina de Newcomen, que apenas había cambiado en cincuenta años, e iniciaron una serie de mejoras en la generación y la aplicación de la energía que transformaron el mundo del trabajo, fueron una innovación clave para la Revolución Industrial.  Una característica clave es que sacó el motor de las minas de carbón remotas donde se usaba como bomba y lo llevó a las fábricas, donde muchos mecánicos e ingenieros pudieron ver sus virtudes y sus limitaciones. Fue una plataforma a mejorar durante generaciones e inventores. Muchos veían claro que las presiones más altas que se pudieran obtener en calderas mejoradas tendrían como resultado motores más eficientes, y llevarían a la revolución en el transporte que supusieron poco después la locomotora de vapor y el barco de vapor. Hizo posible la construcción de nuevas fábricas que, como que ya no dependían de la fuerza del agua, podían trabajar todo el año, y se podían colocar casi en todas partes. El trabajo salió de las casas, dando como resultado economías de escala. El capital podría trabajar de manera más eficiente, y la productividad de las fábricas aumentó enormemente. Hizo posible la aparición de nuevos tipos de máquinas herramienta que se podían usar para crear máquinas mejores.
Sobre Watt, el novelista inglés Aldous Huxley (1894-1963) escribió: "Para nosotros, el momento 8:17 de la mañana quiere decir algo - una cosa muy importante si resulta que es la hora de salida de nuestro tren de cada día. Para nuestros antepasados, un instante cualquiera como este no tenía ningún significado - ni siquiera existía. Al inventar la locomotora, Watt y Stephenson fueron en parte inventores del tiempo."

## Véase también

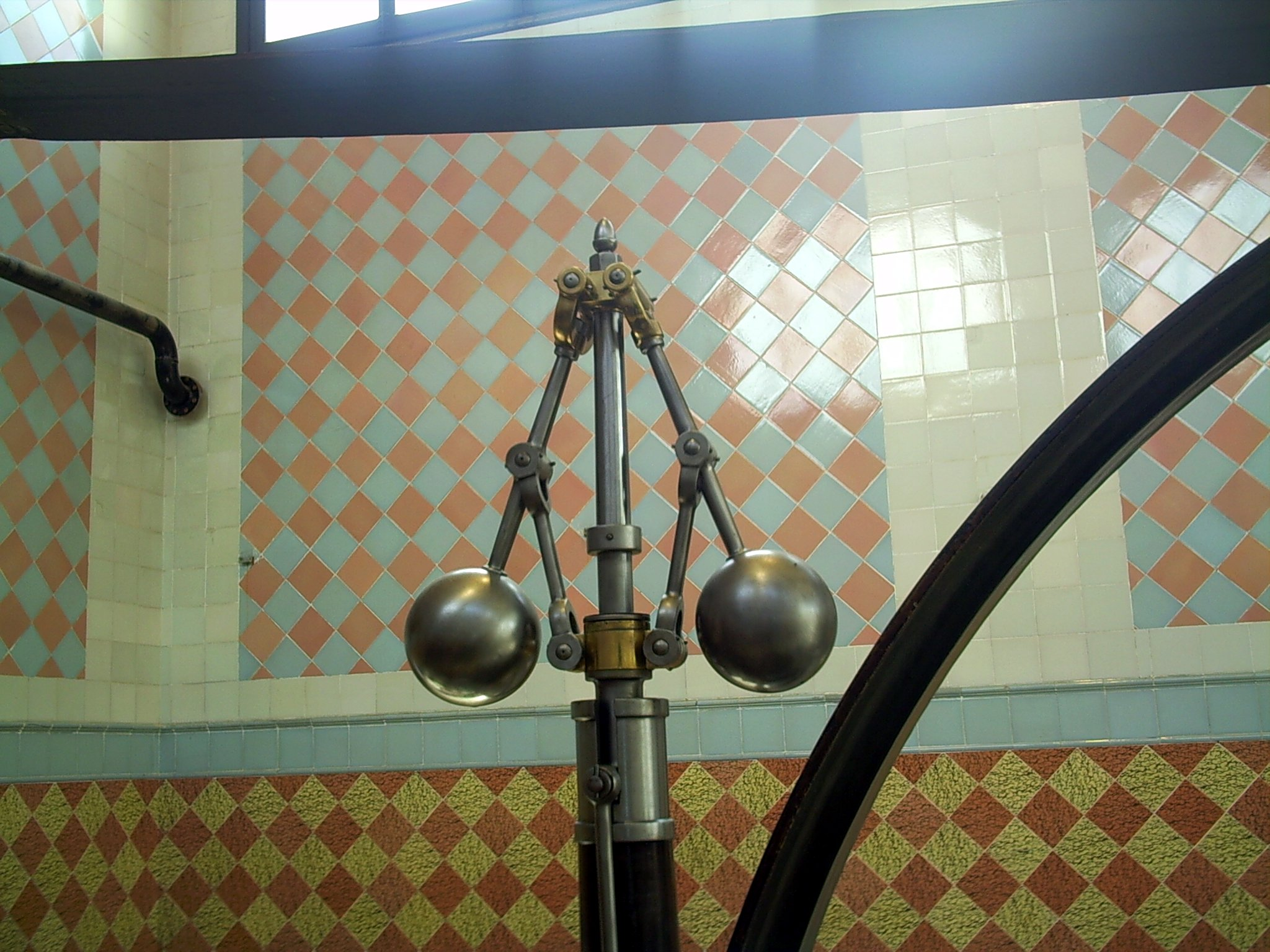
Regulador de Watt, en el Museo de la Ciencia y de la Técnica de Cataluña.

## Bibliografía

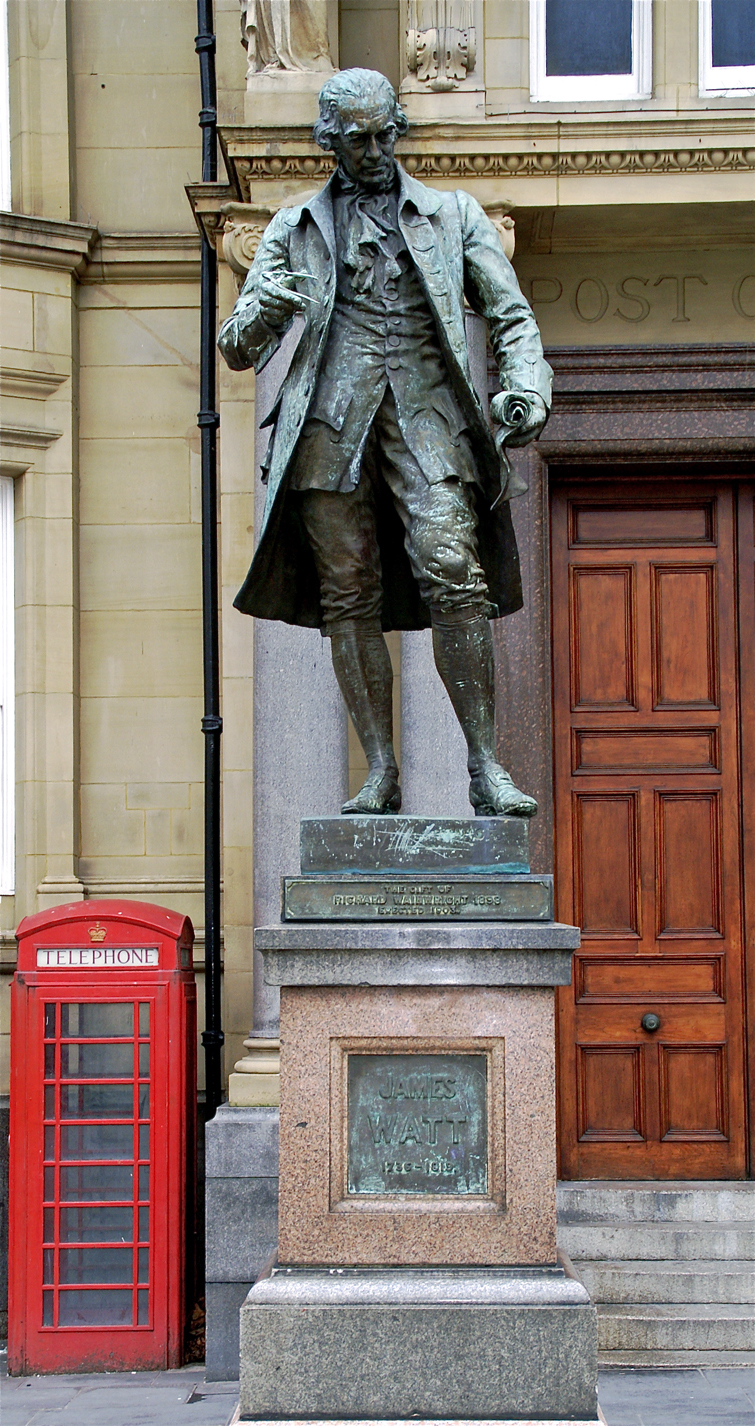
Estatua de James Watt en la plaza City Square de Leeds.

## Enlaces externos

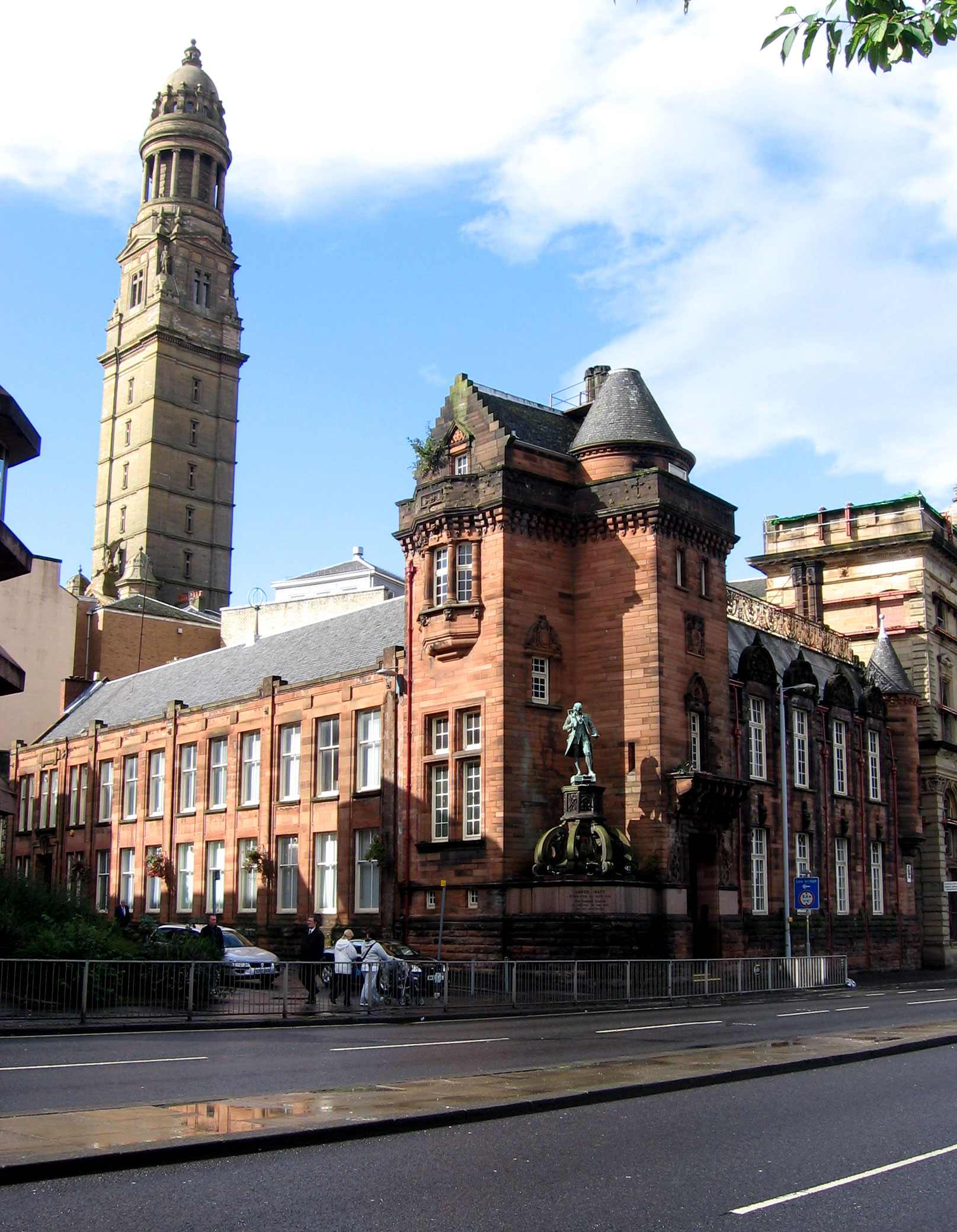
El llamado originalmente James Watt Memorial College en Greenock Escocia, predecesor del actual James Watt College.